# Tibawan
Tibawan is een bestuurslaag in het regentschap Rokan Hulu van de provincie Riau, Indonesië. Tibawan telt 989 inwoners (volkstelling 2010).